# 桑德加特山
桑德加特山（英語：Mount Thundergut），是南極洲的山峰，位於維多利亞地，屬於阿斯加德山脈的一部分，由新西蘭南極名稱諮詢委員會命名，現時由南極條約體系管理。